# Lupinus macbrideianus
Lupinus macbrideianus är en ärtväxtart som beskrevs av Charles Piper Smith. Lupinus macbrideianus ingår i släktet lupiner, och familjen ärtväxter. Inga underarter finns listade i Catalogue of Life.